# Wahlkreis Argyll, Bute and South Lochaber
Der Wahlkreis Argyll, Bute and South Lochaber ist ein Wahlkreis (englisch constituency) für die Wahl eines Abgeordneten des britischen Unterhauses (House of Commons).

## Ergebnisse

### Parlamentswahl 2024
| Kandidaten           | Kandidaten        | Parteien                | Stimmen | %    |
| -------------------- | ----------------- | ----------------------- | ------- | ---- |
|                      | Brendan O’Hara    | Scottish National Party | 15.582  | 34,7 |
|                      | Amanda Hampsey    | Conservative Party      | 9.350   | 20,8 |
|                      | Hamish Maxwell    | Labour Party            | 8.585   | 19,1 |
|                      | Alan Reid         | Liberal Democrats       | 7.359   | 16,4 |
|                      | Melanie Hurst     | Reform UK               | 3.045   | 6,8  |
|                      | Tommy Macpherson  | unabhängig              | 941     | 2,1  |
| Gesamt               | Gesamt            | Gesamt                  | 44.862  | 100  |
|                      |                   |                         |         |      |
| Ungültige Stimmen    | Ungültige Stimmen | Ungültige Stimmen       | 216     | 0,5  |
| Wähler               | Wähler            | Wähler                  | 45.078  | 62,8 |
| Wahlberechtigte      | Wahlberechtigte   | Wahlberechtigte         | 71.756  |      |
|                      |                   |                         |         |      |
| Quelle: UK Parlament |                   |                         |         |      |